# Hans Leo Drewes
Hans Leo Drewes (* 14. April 1922 in Dortmund; † 30. Juni 1999) war Weihbischof im Erzbistum Paderborn.

## Leben
Hans Leo Drewes empfing 1952 das Sakrament der Priesterweihe. 1980 ernannte ihn Papst Johannes Paul II. zum Titularbischof von Vina und bestellte ihn zum Weihbischof in Paderborn. Die Bischofsweihe empfing er am 20. Juli 1980 durch den Paderborner Erzbischof Johannes Joachim Degenhardt. Mitkonsekratoren waren der Paderborner Weihbischof Paul Heinrich Nordhues und der Würzburger Bischof Paul-Werner Scheele. 1997 gab Johannes Paul II. dem Rücktrittsgesuch aus Altersgründen statt.

## Schriften
- Jugend ohne Scheuklappen, Arena Verlag Würzburg 1965
- Die Fenster im „Hasenkamp“ des Paderborner Domes, Bonifatius Paderborn 1983, ISBN 3-87088-363-4
- Karfreitagspredigten, Bonifatius Paderborn 2000, ISBN 3-89710-134-3 (posthum; Hrsg. vom Metropolitankapitel Paderborn)
- Heiligung im Geist, Bonifatius Paderborn 2000, ISBN 3-89710-157-2 (posthum; Hrsg. vom Metropolitankapitel Paderborn)